# Tony Curtis
Tony Curtis (The Bronx (New York), 3 juni 1925 – Henderson (Nevada), 29 september 2010) was een Amerikaans acteur.

## Jeugd
Tony Curtis werd geboren onder de naam Bernard Schwartz in The Bronx, een van de boroughs van New York.
Zijn ouders, Emanuel Schwartz en Helen Klein, waren Joodse immigranten uit Hongarije. Zijn vader was kleermaker en de familie Schwartz woonde achter de werkplaats. Volgens Curtis was zijn moeder agressief en een ruziezoeker. Later zou er schizofrenie bij haar worden geconstateerd. Op zijn achtste werd Curtis, samen met zijn broer Julius voor korte tijd in een weeshuis geplaatst omdat er geen geld was om hen eten te geven. Vier jaar later werd Julius overreden door een vrachtauto, hij overleed ter plaatse. Curtis zelf raakte meer en meer betrokken bij de lokale jeugdbende die overigens weinig meer deed dan spijbelen en het stelen van snoep en strips bij de diverse winkels. Een buurman van de familie Schwarz zag echter dat de nog elfjarige Curtis afgleed naar een wereld van criminaliteit en stelde voor dat de jongen naar een padvinderskamp werd gestuurd. Hier kon het jonge bendelid zijn energie kwijt in meer legale activiteiten. Al snel ging Curtis weer naar school en bezocht Seward Park High School. Daar kreeg hij op zijn zestiende zijn eerste rolletje in een schooltoneelstuk.

## Oorlog
Op 7 december 1941 werd de VS opgeschrikt door de Japanse aanval op de Amerikaanse marinebasis op Pearl Harbor. De Verenigde Staten werden nu bij de Tweede Wereldoorlog betrokken en duizenden Amerikaanse mannen meldden zich vrijwillig bij het leger. Ook Curtis voegde zich na enkele jaren bij de vrijwilligers; geïnspireerd door de films Destination Tokyo en Crash Dive met zijn helden Cary Grant en Tyrone Power wilde hij graag dienen bij de afdeling onderzeeboten van de Amerikaanse marine. Zijn verzoek werd gehonoreerd en Curtis werd geplaatst bij de USS Proteus. Op 2 september 1945 was hij getuige van de Japanse overgave in de Baai van Tokio.

## Richting Hollywood
Om Amerikaanse soldaten en matrozen te helpen om na de oorlog hun draai te vinden, werd in de VS de G.I. Bill van kracht. Met behulp van deze wet konden de voormalige leden van de Amerikaanse strijdkrachten studeren. Curtis schreef zich in aan het City College van New York om na zijn afstuderen verder te gaan naar The New School in de New Yorkse wijk Greenwich Village om te worden opgeleid tot acteur. Onder leiding van de Duitse toneelregisseur Erwin Piscator leerde hij samen met onder andere Walter Matthau en Rod Steiger de fijne kneepjes van het acteervak. Tijdens zijn studie werd hij opgemerkt door toneelagent Joyce Selznick, het nichtje van de beroemde filmproducent David O. Selznick. Curtis was inmiddels 23 toen Joyce Selnick hem een contract bij Universal Pictures bezorgde. De studio raadde hem aan een toneelnaam te verzinnen en Curtis bedacht ‘Tony Curtis’: ‘Tony’ van de titel van de roman ‘Anthony Adverse’ en ‘Curtis’ van ‘Kurtz’ een naam uit de familie van zijn moeder. Bij Universal leerde Curtis schermen en paardrijden en werd hij klaargestoomd voor zijn eerste grote rol.

## Ster
In 1949 maakte Curtis zijn opwachting als acteur in de film Criss Cross, al kreeg hij daarvoor zelfs geen vermelding in de aftiteling. In City Across the River, ook uit 1949 wordt hij nog vermeld als “Anthony Curtis”, maar al snel kreeg hij onder de naam Tony Curtis steeds grotere rollen. In begin van de jaren vijftig speelde Curtis veelal de romantische held, zoals in de films The Prince Who Was a Thief, Son of Ali Baba en The Black Shield of Falworth. Maar Curtis speelde afwisselend en met succes ook rollen in drama’s en komedies. Halverwege de jaren vijftig was hij een grote ster die onder meer te zien was in Trapeze (1956, met Burt Lancaster en Gina Lollobrigida), Sweet Smell of Success (1957, wederom met Burt Lancaster), The Defiant Ones (1958, met onder meer Sidney Poitier), Operation Petticoat (1959, in de jaren 70 verwerkt tot televisieserie met dochter Jamie Lee Curtis in een van de hoofdrollen), Some Like It Hot (1959, met Jack Lemmon en Marilyn Monroe), Spartacus (1960, met Kirk Douglas en Laurence Olivier), Taras Bulba (1962, samen met Yul Brynner en Sam Wanamaker), The Great Race (1965, wederom met Jack Lemmon, maar ook met Natalie Wood en Peter Falk). Zijn rol als Alberto de Salvo in The Boston Strangler (1968, met Henry Fonda en George Kennedy) liet een andere kant van zijn talent zien. In dit waargebeurde verhaal is hij niet langer de held, maar een door psychosen verscheurde misdadiger. Daarnaast speelde hij in 1971-1972 een belangrijke rol als Danny Wilde in The Persuaders (in Nederland bekend als De Versierders en in België als De Speelvogels) met als tegenspeler Roger Moore. Hiermee verwierf hij vooral in Europa grote bekendheid. In de VS sloeg de serie minder goed aan. Na The Persuaders! was hij onder meer te zien in The Bad New Bears Go to Japan (1978) en The Mirror Crack'd (1980). De kortlopende serie McCoy was in 1976 ook in Nederland te zien. In meer recente jaren speelde hij onder meer gastrollen in Suddenly Susan (1998), Hope & Faith (2004) en CSI: Crime Scene Investigation (2005). Zijn laatste werk was een rol in de film David & Fatima uit 2008, met onder meer ook Martin Landau. Voor zover bekend is deze film nog niet in Nederland verschenen.

## Schilder
Curtis was zijn hele leven geïnteresseerd in schilderen en in de jaren tachtig werd deze kunstvorm steeds belangrijker voor hem. Hij acteerde nog wel, maar het schilderen werd zijn passie. Hij schilderde in de stijl van het surrealisme en liet zijn werk zien in verscheidene tentoonstellingen.

## Huwelijken en kinderen
Curtis was zes keer getrouwd:
- Janet Leigh (4 juni 1951 - juni 1962) (gescheiden), twee kinderen: Jamie Lee Curtis en Kelly Curtis.
- Christine Kaufmann (8 februari 1963 - 1967) (gescheiden), twee kinderen. Kaufmann was zijn destijds 17-jarige tegenspeelster uit Taras Bulba.
- Leslie Allen (20 april 1968 - 1982) (gescheiden), twee kinderen
- Andrea Savio (1984 - 1992) (gescheiden)
- Lisa Deutsch (28 februari 1993 - 1994) (gescheiden)
- Jill Vandenberg Curtis (6 november 1998 - tot aan zijn dood). Ze ontmoetten elkaar in een restaurant in 1993. Zij was 42 jaar jonger dan Curtis.

Curtis' zoon Nicholas overleed op 2 juli 1994, op 23-jarige leeftijd aan een overdosis heroïne.

## Gezondheid en dood
Curtis was een alcoholist en in 1974 raakte hij tijdens de opname van de film Lepke verslaafd aan cocaïne. In die tijd begon ook zijn sterrenstatus te tanen en kreeg hij steeds minder rollen. In 1984 werd hij met een vergevorderde cirrose in het ziekenhuis opgenomen. Om zijn verslavingen te bestrijden liet Curtis zich opnemen in de Betty Ford Clinic. In 1994 kreeg hij een hartaanval en onderging een bypass. In december 2006 raakte hij in coma nadat hij een longontsteking had opgedaan. Na een maand ontwaakte hij uit de coma; hij kon vervolgens slechts korte afstanden lopen en was verder afhankelijk van een rolstoel. Op 29 september 2010 overleed Tony Curtis aan een nieuwe hartaanval.

## Filmografie
- How to Smuggle a Hernia Across the Border (1949) - Rol onbekend
- City Across the River (1949) - Mitch
- The Lady Gambles (1949) - Piccolo
- Criss Cross (1949) - Gigolo (Niet op aftiteling)
- Johnny Stool Pigeon (1949) - Joey Hyatt
- Woman in Hiding (1950) - Stem van Dave Shaw (Niet op aftiteling)
- Francis (1950) - Kapt. Jones
- I Was a Shoplifter (1950) - Pepe
- Sierra (1950) - Brent Coulter
- Winchester '73 (1950) - Doan
- Kansas Raiders (1950) - Kit Dalton
- The Prince Who Was a Thief (1951) - Julna
- Flesh and Fury (1952) - Paul Callan
- No Room for the Groom (1952) - Alvah Morrell
- Son of Ali Baba (1952) - Kashma Baba
- Houdini (1953) - Harry Houdini
- The All American (1953) - Nick Bonelli
- Forbidden (1953) - Eddie Darrow
- Beachhead (1954) - Burke
- Johnny Dark (1954) - Johnny Dark
- The Black Shield of Falworth (1954) - Myles Falworth
- Six Bridges to Cross (1955) - Jerry Florea
- So This Is Paris (1955) - Joe Maxwell
- The Purple Mask (1955) - Rene de Traviere/The Purple Mask
- The Rawhide Years (1955) - Ben Matthews
- The Square Jungle (1955) - Eddie Quaid/Packy Glennon
- Trapeze (1956) - Tino Orsini
- Mister Cory (1957) - Cory
- General Electric Theater Televisieserie - Mario Galindo (afl. Cornada, 1957)
- Sweet Smell of Success (1957) - Sidney Falco
- The Midnight Story (1957) - Joe Martini
- Schlitz Playhouse of Stars Televisieserie - Charlie (afl. Man on a Rack, 1958)
- The Vikings (1958) - Eric
- Kings Go Forth (1958) - Korporaal Britt Harris
- The Defiant Ones (1958) - John 'Joker' Jackson
- The Perfect Furlough (1958) - Korporaal Paul Hodges
- General Electric Theater Televisieserie - David (afl. The Stone, 1959)
- Some Like It Hot (1959) - Joe - 'Josephine'/'Junior'
- Operation Petticoat (1959) - Lt. JG Nicholas Holden
- Startime Televisieserie - De jongleur (afl. The Young Juggler, 1960)
- Who Was That Lady? (1960) - David Wilson
- The Rat Race (1960) - Pete Hammond Jr.
- Spartacus (1960) - Antoninus
- The Great Impostor (1961) - Ferdinand Waldo Demara Jr./Martin Donner/Dr. Gilbert/Ben W. Stone/Dr. Joseph Mornay/Robert Boyd Hammond
- The Outsider (1961) - Ira Hamilton Hayes
- Taras Bulba (1962) - Andrei Bulba
- 40 Pounds of Trouble (1962) - Steve McCluskey
- The List of Adrian Messenger (1963) - Cameorol
- Captain Newman, M.D. (1963) - Korporaal Jackson 'Jake' Leibowitz
- Paris - When It Sizzles (1964) - Maurice/Philippe (tweede politieman, niet op aftiteling)
- Wild and Wonderful (1964) - Terry Williams
- Goodbye Charlie (1964) - George Wellington Tracy
- Sex and the Single Girl (1964) - Bob Weston
- The Great Race (1965) - The Great Leslie
- The Flintstones Televisieserie - Stony Curtis (afl. The Return of Stony Curtis, 1965, stem)
- Boeing (707) Boeing (707) (1965) - Bernard Lawrence
- Chamber of Horrors (1966) - Mr. Julian (Niet op aftiteling)
- Not with My Wife, You Don't! (1966) - Tom Ferris
- Drop Dead Darling (1966) - Nick Johnson
- Don't Make Waves (1967) - Carlo Cofield
- La cintura di castità (1968) - Guerrando da Montone
- Rosemary's Baby (1968) - Donald Baumgart (Niet op aftiteling)
- The Boston Strangler (1968) - Albert DeSalvo
- Monte Carlo or Bust! (1969) - Chester Schofield
- Bracken's World Televisieserie - Cameo-rol (afl. Fade-In, 1969)
- You Can't Win 'Em All (1970) - Adam Dyer
- Suppose They Gave a War and Nobody Came? (1970) - Shannon Gambroni
- The Persuaders Televisieserie - Daniel 'Danny' Wilde (24 afl., 1971-1972)
- The Third Girl from the Left (Televisiefilm, 1973) - Joey Jordan
- Shaft Televisieserie - Clifford Grayson (afl. Hit-Run, 1973)
- The Count of Monte-Cristo (Televisiefilm, 1975) - Fernand Mondego
- Lepke (1975) - Louis 'Lepke' Buchalter
- The Big Rip-Off (Televisiefilm, 1975) - McCoy
- McCoy Televisieserie - McCoy (5 afl., 1975-1976)
- The Last Tycoon (1976) - Rodriguez
- Casanova & Co. (1977) - Giacomo/Casanova
- Sextette (1978) - Alexei Andreyev Karansky
- The Manitou (1978) - Harry Erskine
- The Bad New Bears Go to Japan (1978) - Marvin Lazar
- The Users (Televisiefilm, 1978) - Randy Brent
- Title Shot (1979) - Frank Renzetti
- Little Miss Marker (1980) - Blackie
- The Scarlett O'Hara War (Televisiefilm, 1980) - David O. Selznick
- It Rained All Night the Day I Left (1980) - Robert Talbot
- The Mirror Crack'd (1980) - Martin N. Fenn
- Inmates: A Love Story (Televisiefilm, 1981) - Flanagan
- Vega$ Televisieserie - Philip Roth (16 afl., 1978-1981)
- The Million Dollar Face (Televisiefilm, 1981) - Chester Masterson
- Othello, el comando negro (1982) - Kol. Iago
- Portrait of a Showgirl (Televisiefilm, 1982) - Joey DeLeon
- Where Is Parsifal? (1983) - Parsifal Katzenellenbogen
- The Fall Guy Televisieserie - Joe O'Hara (afl. Eight Ball, 1983)
- BrainWaves (1983) - Dr. Clavius
- Insignificance (1985) - De Senator
- Balboa (1986) - Ernie Stoddard
- Mafia Princess (Televisiefilm, 1986) - Sam (Salvatore) 'Momo' Giancana
- Club Life (1986) - Hector
- Banter (1986) - Charles Foster
- Murder in Three Acts (Televisiefilm, 1986) - Charles Cartwright
- Sparky's Magic Piano (Video, 1987) - Rol onbekend (Stem)
- Der Passagier - Welcome to Germany (1988) - Mr. Cornfield
- Charlie (Televisiefilm, 1989) - Scott Parish
- Lobster Man from Mars (1989) - J.P. Shelldrake
- Tarzan in Manhattan (Televisiefilm, 1989) - Archimedes Porter
- Midnight (1989) - Mr. B
- Walter & Carlo i Amerika (1989) - Willy La Rouge
- Thanksgiving Day (Televisiefilm, 1990) - Max Schloss
- Prime Target (1991) - Marietta Copella
- Hollywood Babylon II (Video, 1992) - Verteller
- Christmas in Connecticut (Televisiefilm, 1992) - Alexander Yardley
- Center of the Web (1992) - Stephen Moore
- Hollywood Babylon Televisieserie - Presentator (afl. onbekend, 1992)
- The Mummy Lives (1993) - Aziru/Dr. Mohassid
- Naked in New York (1993) - Carl Fisher
- Bandit: Beauty and the Bandit (Televisiefilm, 1994) - Lucky Bergstrom
- A Perry Mason Mystery: The Case of the Grimacing Governor (Televisiefilm, 1994) - Johnny Steele
- The Immortals (1995) - Dominic Baptiste
- Lois & Clark: The New Adventures of Superman Televisieserie - Dr. Isaac Mamba (afl. I Now Pronounce You..., 1996)
- Roseanne Televisieserie - Hal (afl. Ballroom Blitz, 1996)
- Brittle Glory (1997) - Jack Steele
- Bounty Hunters 2: Hardball (1997) - Wald
- Stargames (1998) - Rol onbekend
- Suddenly Susan Televisieserie - Peter DiCaprio (afl. Matchmaker, matchmaker, 1998)
- Louis & Frank (1998) - Lenny Star Springer
- Reflections of Evil (2002) - Presentator
- Hope & Faith Televisieserie - Morris (afl. Jack's Back, 2004)
- CSI: Crime Scene Investigation Televisieserie - Tony (afl. Grave Danger: Volume 1, 2005)
- The Blacksmith and the Carpenter (2007) - God (Stem)
- David & Fatima (2008) - Mr. Schwartz

- Bibsys: 6095249
- Biblioteca Nacional de España: XX1045070
- Bibliothèque nationale de France: cb12469758s (data)
- Catàleg d'autoritats de noms i títols de Catalunya: 981058523346506706
- CiNii: DA16196229
- Gemeinsame Normdatei: 119184206
- International Standard Name Identifier: 0000 0003 6855 829X
- Library of Congress Control Number: n84199940
- Nationale Bibliotheek van Letland: 000287951
- MusicBrainz: 625b62ed-2bc9-4c95-9ac9-0dcdfe989909
- Nationale Bibliotheek van Tsjechië: ola2002159052
- Nationale bibliotheek van Australië: 35665735
- Nationale Bibliotheek van Israël: 987007260029005171
- Nationale Bibliotheek van Polen: a0000001676429
- Nederlandse Thesaurus van Auteursnamen: 071874216
- Istituto Centrale per il Catalogo Unico: TO0V417700
- SNAC: w6jh468j
- Système universitaire de documentation: 033886156
- Trove: 1033203
- Union List of Artist Names: 500183967
- Virtual International Authority File: 84973434
- WorldCat: E39PBJjCJhDwG4QYbjq7JFYwYP